# Moncy
Moncy ist eine französische Gemeinde mit 265 Einwohnern (Stand 1. Januar 2022) im Département Orne in der Region Normandie (vor 2016 Basse-Normandie). Die Gemeinde gehört zum Arrondissement Argentan und zum Kanton Flers-1 (bis 2015 Tinchebray). Die Einwohner werden Moncéens genannt.

## Geografie
Moncy liegt etwa 48 Kilometer südsüdwestlich von Caen. Umgeben wird Moncy von den Nachbargemeinden Valdallière im Norden und Westen, Condé-en-Normandie im Osten sowie Saint-Pierre-d’Entremont und Montsecret-Clairefougère im Süden.

## Bevölkerungsentwicklung
| Jahr                      | 1962 | 1968 | 1975 | 1982 | 1990 | 1999 | 2006 | 2011 | 2016 |
| Einwohner                 | 237  | 225  | 184  | 192  | 183  | 231  | 220  | 248  | 249  |
| Quelle: Cassini und INSEE |      |      |      |      |      |      |      |      |      |

## Sehenswürdigkeiten
- Kirche Notre-Dame-de-la-Nativité aus dem 19. Jahrhundert
- Kapelle Notre-Dame-de-la-Salette aus dem 19. Jahrhundert

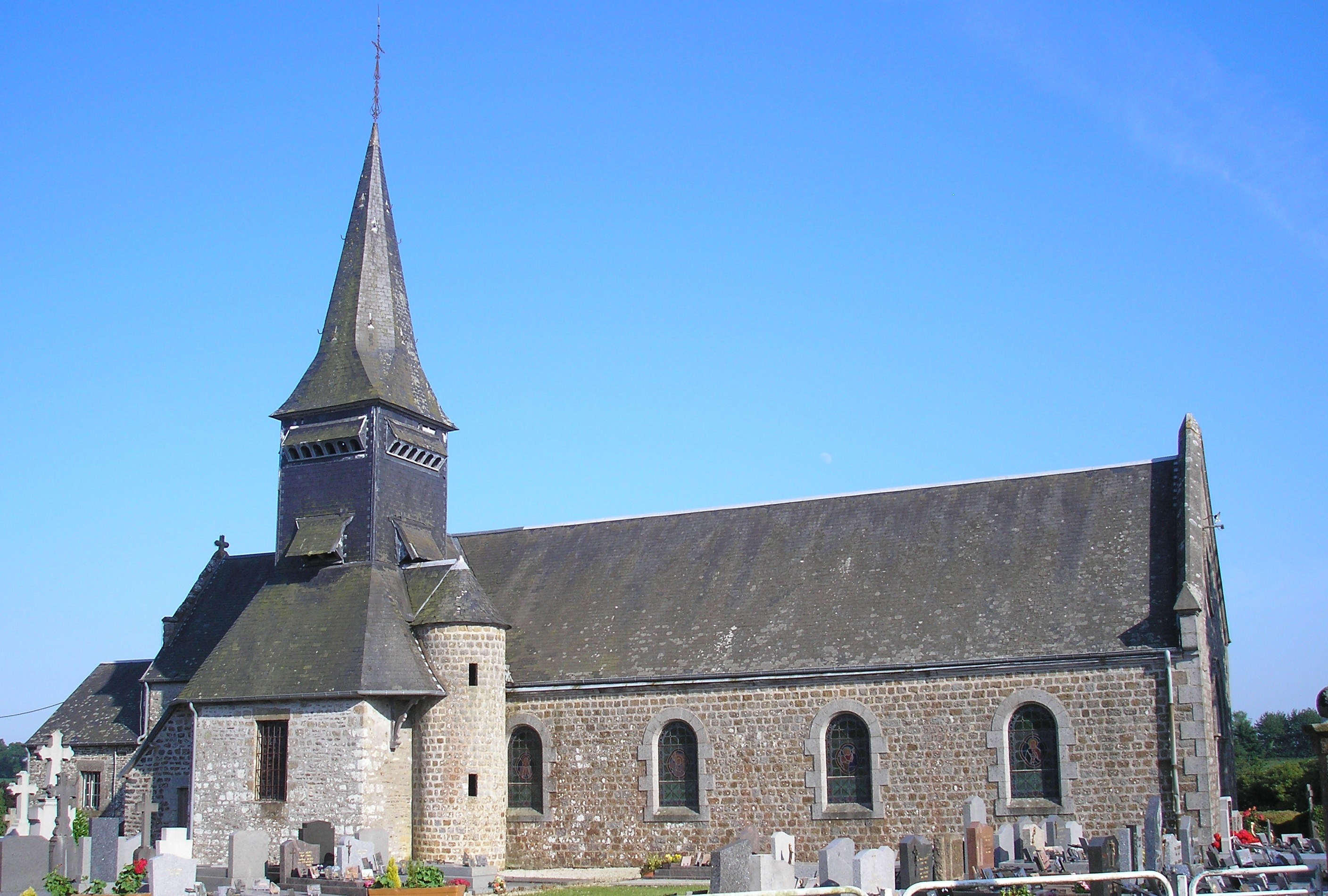
Kirche Notre-Dame-de-la-Nativité